# Aegialia friebi
Aegialia friebi  (лат.) — вид жуков из подсемейства пескожилов семейства пластинчатоусых. Распространён в Читинской, Иркутской, Сахалинской и Амурской областях, Бурятии, Хабаровском и Приморском краях и на Курильских островах. Длина тела имаго 3,5—4,5 мм. Голова и переднеспинка усеяны крошечными ямками (пунктировкой).